# 卡爾弗特縣
卡爾弗特縣（英語：Calvert County）是美国马里兰州南部的一個縣，西臨帕塔克森特河，東臨切萨皮克湾，面積894平方公里。根據2020年美國人口普查，共有人口92,783人。縣治弗雷德里克王子城（Prince Frederick）。該縣成立於1654年，縣名紀念馬里蘭的領主巴爾的摩男爵卡爾弗特家族（Calvert family）。